# Rio Lajeado Grande dos Índios
O rio Lajeado Grande dos Índios é um curso de água que banha o estado do Paraná. 